# Energy harvesting
Pojem energy harvesting lze volně přeložit jako získávání energie, ovšem v praxi se používá anglický výraz.[zdroj?] Zpravidla se takto označují techniky získávání malého množství energie ze zdrojů, jako je okolní teplota, vibrace nebo proudění vzduchu. V praxi je toho využíváno zejména u mobilních zařízení, u kterých je nutné zajištění bezdrátového přísunu energie. Takto získané množství energie je relativně malé, proto tímto způsobem lze napájet pouze nízkopříkonová zařízení.

## Základní principy
1. Piezoelektrický
2. Termoelektrický. Roku 1821 T. J. Seebeck objevil, že teplotní rozdíl mezi dvěma odlišnými vodiči vytváří napětí. Základem termoelektrického efektu je fakt, že výsledkem teplotního rozdílu ve vodiči je tepelný tok. To má za následek pohyb nosičů náboje.
3. Fotoelektrický
4. Indukční
5. Kapacitní